# Solituderennen 1963
Solituderennen 1963 je bila deveta neprvenstvena dirka Formule 1 v sezoni 1963. Odvijala se je 28. julija 1963 na dirkališču Solitudering pri Stuttgartu.

## Dirka
| Poz | Dirkač                  | Moštvo                        | Konstruktor        | Čas/Odstop        | Št. m. |
| --- | ----------------------- | ----------------------------- | ------------------ | ----------------- | ------ |
| 1   | Jack Brabham            | Brabham Racing Organisation   | Brabham-Climax     | 1.40.06.9         | 2      |
| 2   | Peter Arundell          | Team Lotus                    | Lotus-Climax       | + 24.7 s          | 4      |
| 3   | Innes Ireland           | British Racing Partnership    | BRP-BRM            | + 2:30.5 s        | 6      |
| 4   | Lorenzo Bandini         | Scuderia Centro Sud           | BRM                | + 3:39.1 s        | 10     |
| 5   | Gerhard Mitter          | Ecurie Maarsbergen            | Porsche            | 24 krogov         | 11     |
| 6   | Jim Hall                | British Racing Partnership    | Lotus-BRM          | 24 krogov         | 9      |
| 7   | Carel Godin de Beaufort | Ecurie Maarsbergen            | Porsche            | 24 krogov         | 13     |
| 8   | Bob Anderson            | DW Racing Enterprises         | Lola-Climax        | 24 krogov         | 12     |
| 9   | Jo Bonnier              | Rob Walker Racing Team        | Cooper-Climax      | 23 krogov         | 3      |
| 10  | Mário de Cabral         | Scuderia Centro Sud           | Cooper-Maserati    | 23 krogov         | 18     |
| 11  | Bernard Collomb         | Bernard Collomb               | Lotus-Climax       | 22 krogov         | 21     |
| 12  | André Pilette           | Tim Parnell                   | Lotus-Climax       | 21 krogov         | 22     |
| NC  | Ian Raby                | Ian Raby (Racing)             | Gilby-BRM          | 20 krogov         | 17     |
| NC  | Philip Robinson         | Tim Parnell                   | Lotus-Climax       | 20 krogov         | 19     |
| NC  | Mike Hailwood           | Reg Parnell (Racing)          | Lola-Climax        | 18 krogov         | 14     |
| NC  | Günther Seiffert        | Rhine-Ruhr Racing Team        | Lotus-BRM          | 18 krogov         | 20     |
| NC  | Jim Clark               | Team Lotus                    | Lotus-Climax       | 17 krogov         | 1      |
| Ods | Jo Siffert              | Siffert Racing Team           | Lotus-BRM          | Ventil            | 7      |
| Ods | Ernst Maring            | Kurt Kuhnke                   | BKL Lotus-Borgward | Motor             | 25     |
| Ods | Tony Settember          | Scirocco-Powell (Racing Cars) | Scirocco-BRM       | Ventil            | 15     |
| Ods | Ian Burgess             | Scirocco-Powell (Racing Cars) | Scirocco-BRM       | Vžig              | 27     |
| Ods | Phil Hill               | Ecurie Filipinetti            | Lotus-BRM          | Črpalka za gorivo | 16     |
| Ods | Chris Amon              | Reg Parnell (Racing)          | Lola-Climax        | Motor             | 8      |
| Ods | Trevor Taylor           | Team Lotus                    | Lotus-Climax       | Pnevmatika        | 5      |
| Ods | Tim Parnell             | Tim Parnell                   | Lotus-BRM          | Motor             | 23     |
| Ods | Ron Carter              | Tim Parnell                   | Lotus-Climax       | Motor             | 26     |
| Ods | Kurt Kuhnke             | Kurt Kuhnke                   | BKL Lotus-Borgward | Motor             | 24     |
| WD  | Carlo Mario Abate       | Scuderia Centro Sud           | Cooper-Maserati    |                   |        |
| WD  | Jo Schlesser            | Jo Schlesser                  | Brabham-Ford       |                   |        |